# ريزوميلوس (ماغنيسيا)
ريزوميلوس (Ριζόμυλος) هي مدينة في ماغنيسيا في مقاطعة فوريا إلادا في اليونان.